# Ross 508
Ross 508, o Gliese 585, è una stella della costellazione della Serpente, distante 36,6 anni luce dal sistema solare. Non osservabile ad occhio nudo, la stella fu scoperta nel 1926 da Frank Elmore Ross.
È una nana rossa, attorno alla quale nel 2022 è stato scoperto un esopianeta di tipo roccioso, situato nei pressi del limite più interno della zona abitabile.
Di questo pianeta si sa ben poco, ma una delle caratteristiche accertate riguarda la sua massa. Essa infatti è 4 volte maggiore a quella della Terra. 

## Caratteristiche
Ross 508 è una nana rossa di tipo spettrale M4.5 V. che possiede circa il 18% della massa solare, il 21% del suo raggio e una luminosità pari a circa a 36/10 000 di quella solare, con la maggior parte dell'energia irradiata nell'infrarosso. La temperatura efficace superficiale della stella è di 3070 K, ciò determina il suo colore arancione scuro/rosso, tipico delle stelle di tipo M.
Appare una nana rossa con una bassa attività stellare, al contrario di altre stelle di questo tipo, ed è relativamente povera di metalli, con un'abbondanza degli elementi più pesanti dell'elio del 63% di quelli presenti nel Sole.

## Sistema planetario
Attorno a Ross 508 orbita un pianeta terrestre, scoperto da un gruppo di ricerca giapponese con il metodo della velocità radiale, dopo misurazioni ottenute con lo spettrografo IRD (InfraRed Doppler) applicato al telescopio Subaru del Mauna Kea, alle Hawaii.
Il pianeta è di dimensioni leggermente maggiori rispetto a quelle della Terra e orbita nei pressi del limite più interno della zona abitabile, con qualche possibilità di avere temperature superficiali che possano sostenere l'acqua liquida in superficie. Scoperto con il metodo della velocità radiale, del pianeta è nota solo la massa minima, che è circa 4 volte quella della Terra, e compie un'orbita attorno alla stella in 10,77 giorni, a una distanza di 0,0536 UA da Ross 508, vale a dire circa 8 milioni di chilometri. 
L'eccentricità orbitale pare elevata (e=0,35±0,16), anche se il margine d'errore in questo caso è alto, quindi la distanza dalla stella e il flusso di radiazioni che riceve variano notevolmente durante il percorso orbitale del pianeta. Mediamente Ross 508 b riceve il 40% di radiazione in più di quanta ne riceve la Terra dal Sole, la sua temperatura di equilibrio è di circa 302 K, tuttavia questa non tiene conto dell'effetto serra generato dall'atmosfera, in grado di innalzare notevolmente la temperatura reale superficiale. 

### Prospetto
Segue un prospetto dei componenti del sistema planetario di Ross 508.
| Pianeta | Tipo        | Massa              | Periodo orb. | Sem. maggiore | Eccentricità | Scoperta |
| ------- | ----------- | ------------------ | ------------ | ------------- | ------------ | -------- |
| b       | Super Terra | >4,0+0,53 −0,55 M⊕ | 10,77 giorni | 0,05366 UA    | 0,35±0,16    | 2022     |